# Istanbul Challenger 2008
L'Istanbul Challenger 2008 è stato un torneo di tennis facente parte della categoria ATP Challenger Series nell'ambito dell'ATP Challenger Series 2008. Il torneo si è giocato a Istanbul in Turchia dall'11 al 17 agosto 2008 su campi in cemento e aveva un montepremi di $100 000+H.

## Vincitori

### Singolare
Frederico Gil ha battuto in finale  Benedikt Dorsch 6–4, 1–6, 6–3.

### Doppio
Michael Kohlmann /  Frank Moser hanno battuto in finale  David Škoch /  Igor Zelenay con il punteggio di 7–6(4), 6–4.